# Взгляди (Новгородська область)
Взгляди (рос. Взгляды) — присілок у Волотовському районі Новгородської області Російської Федерації.
Населення становить 153 особи. Належить до муніципального утворення Волотське сільське поселення.

## Історія
До 1927 року населений пункт перебував у складі Новгородської губернії. У 1927-1944 роках перебував у складі Ленінградської області.
Орган місцевого самоврядування від 2010 року — Волотське сільське поселення.

## Населення
| 2010 |
| ---- |
| 153  |